# Ruth Wijdenbosch
Ruth Jeanette Wijdenbosch (18 juni 1947) is een Surinaams politica die namens de Nationale Partij Suriname (NPS) zitting nam in De Nationale Assemblée (DNA). In 2012 was ze het langstzittende lid.

## Biografie
Wijdenbosch bracht haar jeugd door in Zanderij, een dorp op 40 kilometer afstand van Paramaribo.
Ze studeerde daarna rechten maar moest haar studie in 1980 langdurig onderbreken omdat de Universiteit van Suriname wegens de Sergeantencoup en de Decembermoorden gesloten werd. De gebeurtenissen van toen veranderden haar beeld van Suriname; dat was naar haar eigen zeggen kapotgeslagen.
Ze sloot zich aan bij de NPS en richtte in 1987 met vriendinnen de lokale onderafdeling De Nieuwe Horizon op, waarvan ze zelf voorzitter werd. In hetzelfde jaar werd haar gevraagd zitting te nemen in DNA, een verzoek dat ze aanvaardde. Eigenlijk zou Eudia Kramp zitting nemen maar die mocht dit nog niet doen omdat Kramp nog geen twee jaar in Suriname woonde.
Ze werd in 1997 door de kernen van de afdeling Paramaribo voorgedragen als ondervoorzitter van het partijbestuur. Deze voordracht werd echter genegeerd. In plaats daarvan werd haar een plaats ergens onderaan de kandidatenlijst aangeboden. Dit weigerde ze. Op advies van Henck Arron, die ze beschouwde als haar belangrijkste politieke goeroe, koos ze partij bij een interne partijenstrijd. Ze koos daarbij uit eigen beweging de kant van Trefpunt 2000 en nam plaats op de kandidatenlijst van deze politieke groepering. Dit werd bijna het einde van haar politieke carrière, maar ze wist zich toch staande te houden binnen de partij.
In 2010 werd ze verkozen tot ondervoorzitter van de DNA. In 2015 stopte ze na 27 jaar als parlementslid. Ze is zesmaal gekozen als lid.

## Onderscheidingen
In 2016 werd zij door het Platform Politiek Actieve Vrouwen onderscheiden met de Golden Gavel Award.
In november 2020 werd ze onderscheiden als Commandeur in de Ere-Orde van de Palm.